# Haití en los Juegos Paralímpicos de Pekín 2008
Haití estuvo representado en los Juegos Paralímpicos de Pekín 2008 por una deportista femenina. El equipo paralímpico haitiano no obtuvo ninguna medalla en estos Juegos.